# Dritter Bildungsweg
Der Dritte Bildungsweg ist die (nicht-amtliche) Bezeichnung für alle Bildungsbemühungen, die außerhalb des Ersten und Zweiten Bildungswegs im letzten Drittel des 20. Jahrhunderts stattfanden, um zu einem Hochschul-Studium zu kommen. Trotz vieler Vorschläge in der zweiten Hälfte des 20. Jahrhunderts geht es ihm wie dem Zweiten Bildungsweg zwischen 1945 und 1970, dieser war zunächst die Bezeichnung für Alternativen aller Art zum Ersten Bildungsweg, um später mit den Schul- und Hochschulreformen der frühen 1970er Jahre als Bezeichnung für die Schulen für Erwachsene festgelegt zu werden. Danach haben viele reformerische Ansätze „für didaktische Entwürfe, die die Grenzen verschulten Lernens überschreiten und die Fähigkeit fördern, außerschulische – insbesondere durch den Beruf vermittelte – gesellschaftliche Erfahrungen in angemessener Methodenvielfalt zu verarbeiten und als sinnvoll in die je eigene Lernbiographie einzufügen“ (Renke Suhren) eine mögliche Verwirklichung unter dieser Bezeichnung gesucht.

## Bildungswege
Der Erste und der Zweite Bildungsweg sind geregelte Wege, strukturiert und organisiert. Sie führen entweder von der Volksschule über das Gymnasium bzw. die gymnasialen Oberstufen zur Hochschule (es ist der Weg über die Schule für Kinder und Jugendliche) oder von der beruflichen Qualifikation über das Abendgymnasium/Kolleg, über die Schule für Erwachsene (SfE), zur Hochschule (die „Rennstrecke für Spätentwickler“). Beide sind fremdbestimmt, denn andere als die jugendlichen oder erwachsenen Schüler entscheiden über die relevanten Fragen ihres Lernens.
Der Dritte Bildungsweg ist nur selten ein strukturierter, organisierter oder geregelter Weg, es sei denn, man sieht in der selbstbestimmten Strukturierung, Organisierung und Regelung des einzelnen Individuums, das nach Bildung strebt, diese Voraussetzungen als erfüllt an. Dieses strukturiert und organisiert den Weg in seiner ihm eigenen Weise, nach seinen Maßstäben, eigenem Zeitplan und in eigener Direktion (Verantwortung). Er ist nicht fremdbestimmt, wenn man von der Orientierung an den Vorgaben der Prüfungsordnungen absieht, die ist die einzige Einschränkung dieser Privatautonomie.

## Bekannte nicht-staatliche erwachsenenpädagogisch angeleitete Wege zum Studium

### Vorstudienausbildung und Begabtenprüfung während der NS-Zeit
Das Langemarck-Studium während der Zeit von 1934 bis 1944 im nationalsozialistischen Deutschland war ein Begabtenförderungsprogramm der NSDAP; es gliederte sich in die Vorstudienausbildung mit Zwischenprüfung, die Begabtenprüfung und das anschließende erstrebte Hochschulstudium. Nach einjähriger Ausbildung in der Vorstudienausbildung fand eine Zwischenprüfung statt; wer diese bestand, konnte danach als Gasthörer in dem von dem Bewerber gewählten Hauptfach bei der Hochschule der Ausbildungsstätte zugelassen werden. Wer die Zwischenprüfung bestanden hatte, unterzog sich – entsprechend seiner Verpflichtung – nach einem weiteren Halbjahr der Begabtenprüfung und studierte.

### Die drei gewerkschaftsorientierten Akademien

#### Akademie der Arbeit/Europäische Akademie der Arbeit (Frankfurt am Main)
Die im März 1921 gegründete erste deutsche Hochschule für das Volk der Arbeit besteht zwar als Akademie der Arbeit „in“ der Universität Frankfurt am Main (seit 1932 Johann Wolfgang Goethe–Universität und seit 2008 „Goethe–Universität“, die Akademie nennt sich seit dieser Zeit „Europäische Akademie der Arbeit“) hatte aber außer der räumlichen Nähe nur wenig Berührung mit der Universität (= Parallelwelten). Die einjährige Ausbildung führte bis 2010 trotz hoher Motivation der Teilnehmer nicht zu einer, wie auch immer ausgestalteten, staatlichen Anerkennung im Hinblick auf eine Öffnung der Hochschule; sie galt nicht als Referenz für die Begabtenprüfung, ihre haupt- (nach der Satzung „hauptamtliche Lehrkräfte“) und nebenamtlichen Lehrer waren damals trotz hoher fachlichen und erwachsenenpädagogischer Qualifikation und praktischer Erfahrung, von Ausnahmen abgesehen, keine Hochschullehrer, obwohl das Land Hessen neben dem DGB und der Stadt Frankfurt am Main Stifter der Akademie waren bzw. sie finanzierten. Deshalb waren die Chancen der Absolventen, eine berufliche Karriere außerhalb der Gewerkschaften oder ihrer Betriebe zu finden, gering. Einige Kommunen, insbesondere die Stadt Frankfurt am Main, ermöglichten eine Freistellung vom Dienst und die anschließende Weiterbeschäftigung. Demgemäß war der Übergang von der Akademie zur Universität selten.
Das änderte sich erst 25 Jahre nach dem Ende der Begabtenprüfung (1984) und der Einführung der Gleichstellung von beruflich Qualifizierten für den Hochschulzugang durch Erlass der Verordnung über den Zugang beruflich Qualifizierter zu den Hochschulen im Lande Hessen vom 7. Juli 2010 (Berufsqualifikations-Hochschulzugangsverordnung). Nach deren § 1 Abs. 2 besitzen die … Absolventinnen und Absolventen eines einjährigen Lehrgangs an der Europäischen Akademie der Arbeit in der Universität Frankfurt am Main eine fachgebundene Hochschulzugangsberechtigung (§ 54 Abs. 2 Satz 2 in Verbindung mit Abs. 2 Satz 1 Nr. 2 des Hessischen Hochschulgesetzes (HHG) vom 14. Dezember 2009), das entsprechend dem Beschluss der Kultusministerkonferenz 2009 angepasst wurde. Eine Studie der Hans-Böckler-Stiftung (HBS) überprüft, ob und inwieweit Absolventen der EAdA in Folge der Neuregelung leichter und besser den Weg in ein Hochschulstudium finden und welche Qualifikationen sie für ein Hochschulstudium mitbringen. Die Ergebnisse sind eher negativ.

#### Akademie für Wirtschaft und Politik (Hamburg)
Die Akademie für Gemeinwirtschaft hat bereits frühzeitig einen anderen Weg zum Hochschulstudium für ihre Absolventen gefunden. 1948 wurde die Akademie gegründet, 1961 wurde sie Akademie für Wirtschaft und Politik, 1970 Hochschule für Wirtschaft und Politik und von 1991 (bis zum 31. März 2005) eine selbständige Universität, was sie ab 2001 auch im Namen trug: Hamburger Universität für Wirtschaft und Politik (HWP). 2009 wurde sie als Fachbereich Sozialökonomie vollständig in die Fakultät Wirtschafts- und Sozialwissenschaften der Hamburger Universität (UHH) eingegliedert. Sie bildet jetzt gemeinsam mit den Fachbereichen Betriebswirtschaftslehre, Sozialwissenschaften und Volkswirtschaftslehre diese Fakultät.
Vorbild für den institutionellen Aufbau und den Lehrplan war bei der Gründung 1948 die Akademie der Arbeit in Frankfurt am Main. Zugangsvoraussetzung zum Studium war nicht das Abitur, sondern das Bestehen einer umfangreichen Aufnahmeprüfung: Teilnehmen konnten auch Personen mit einem Hauptschulabschluss und einer gewerblichen Berufsausbildung, sofern sich die Bewerber aus diesem Personenkreis durch Teilnahme an Fortbildungsaktivitäten hinreichend vorbereitet hatten. Obwohl die Akademie bei ihrer Gründung die AdA in Frankfurt zum Vorbild hatte, erhielten die Absolventen bis 1970 mit einem mindestens „guten“ Studienabschluss, ohne eine weitere Prüfung, die fachgebundene Hochschulreife (was es in Frankfurt nicht gab) für ein juristisches oder sozialwissenschaftliches Weiterstudium an den Universitäten Hamburg und Göttingen. Ab 1970 erhielten alle Absolventen die allgemeine Hochschulreife. Kein Fall für die Begabtenprüfung, sondern eher einer mit einem Übergang von einer höheren Fachschule an die Hochschule (wie es bereits seit 1937 auch bei Staatsbauschulen, Ingenieurschulen usw. mit den Sonderreifeprüfungen möglich war).

#### Sozialakademie Dortmund
Seit 1998 ist sie Bestandteil der Universität Dortmund, und zwar im Zentrum für Weiterbildung der Technischen Universität Dortmund. Zur Geschichte

### Die Hochschulen für Politik

#### Das Propädeutikum an der Apowi in Wilhelmshaven/Rüstersiel
Das Propädeutikum in Wilhelmshaven-Rüstersiel war ursprünglich für Nichtabiturienten, die im Berufsleben gestanden hatten, als einführende Vorstufe für das rechts-, wirtschafts- und sozialwissenschaftliche Studium an der Apowi gedacht. Eine „Hochschulreife-Begabtenprüfung“ in den Lehrfächern der Hochschule entschied über die Zulassung zum Studium.
Ab Winter-Semester 1952 stand das Propädeutikum unter staatlicher Schulverwaltung (ab 1956 zum Schulverwaltungsbezirk Oldenburg gehörig). Bis 1962 ermöglicht es jungen Erwachsenen mit abgeschlossener Berufsausbildung die allgemeine Hochschulreife zu erwerben (Ausbildungsdauer: 2 Jahre, erste Prüfungen am 15. November 1952). Das Propädeutikum war eng mit der Hochschule verbunden und hatte Internatscharakter (in alten Militärunterkünften).
Die Aufnahme in das Propädeutikum hing von einer mehrtägigen Eignungsprüfung ab. Nicht nur eine abgeschlossene Lehre und Berufserfahrung, auch eine selbständige Weiterbildung über die Grenzen des ausgeübten Berufs war erforderlich. In Englisch und Mathematik waren Kenntnisse nachzuweisen, die etwa dem Niveau der Mittelschule entsprachen („Mittlere Reife“ oder Fachschulreife waren nicht erforderlich). Von 1953 bis 1958 haben 184 Teilnehmer diese Reifeprüfung bestanden. 1959 wurden 11 % der Bewerber aufgenommen (45 % ehemalige Oberschüler, höchstens bis in die Klasse 11 versetzt), 20 % ehemalige Mittelschüler und 35 % Volksschüler. Das Mindestalter lag bei 20 Jahren, das Durchschnittsalter bei 23 Jahren.
Die Reifeprüfung – jedoch abweichend von der Reifeprüfung an den höheren Schulen – wurde vor einer staatlichen Prüfungskommission abgelegt (Sie war ein Abitur des niedersächsischen Staates und galt als Nachweis der allgemeinen Hochschulreife, nicht nur fachbezogen. Nicht alle Bundesländer haben diese Reifeprüfung anerkannt). Unterrichts- und Prüfungsfächer waren Deutsch, Sozialkunde, Englisch, Mathematik, Geschichte, Erdkunde und Biologie (nur eine Fremdsprache, Biologie als einziges naturwissenschaftliches Fach, dagegen: Sozialkunde mit sechs bis acht Wochenstunden).

#### Hochschule für Politik (HfP) München
Interessierte ohne Hochschulzugangsberechtigung konnten das Studium an der HfP nach bestandener Aufnahmeprüfung beginnen. Sie unterziehen sich nach Ablauf des Grundstudiums (in diesem Fall insgesamt sechs Semester) einer „Abschlussprüfung nach dem Grundstudium“, mit der ihr Studium zunächst endet. Sollten sie am Erwerb des akademischen Diploms interessiert sein, müssen sie die Hochschulzugangsberechtigung erwerben; für die Vorbereitung auf die Begabtenreifeprüfung werden an der Hochschule regelmäßig besondere Arbeitsgemeinschaften angeboten. Nach Erwerb der Hochschulzugangsberechtigung kann die „Abschlussprüfung“ durch Ablegung einer Zusatzprüfung in die Diplom-Vorprüfung umgewandelt werden; für das weitere Studium wurden alle an der Hochschule bereits erbrachten Studiensemester anerkannt. Seit 2007 verfügte die Hochschule über ein Promotionsrecht zum „Doctor scientiarum politicarum“ (Dr. sc. pol.). Seit der grundlegenden Umstrukturierung von 2015 ist die Hochschule Teil der Technischen Universität München (TUM).

#### Deutsche Hochschule für Politik (DHfP) in Berlin
Die Deutsche Hochschule für Politik war eine im Oktober 1920 gegründete private Hochschule in Berlin. Sie ging hervor aus der Staatsbürgerschule, die Friedrich Naumann 1918 ins Leben gerufen hatte. 1940 wurde sie in die Auslandswissenschaftliche Fakultät der Friedrich-Wilhelms-Universität eingefügt, 1948 neu gegründet und 1959 in das Otto-Suhr-Institut der Freien Universität Berlin umgewandelt.

### Funkkolleg

#### Funk-Kolleg zum Verständnis der modernen Gesellschaft

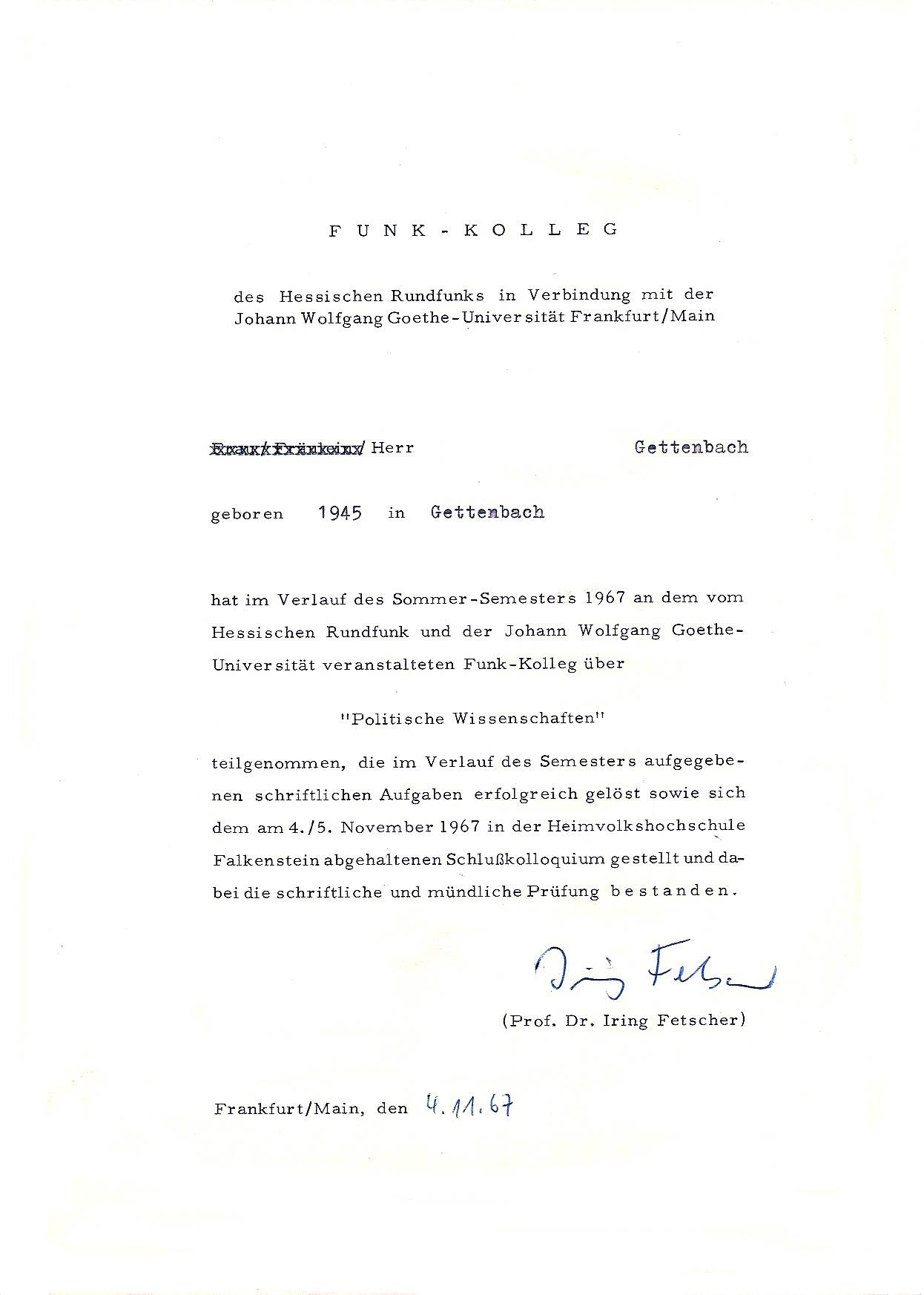
Zeugnis über die Teilnahme am Funk-Kolleg Politische Wissenschaften

Am 5. Mai 1966 begann der Hessische Rundfunk auf Initiative des damaligen hessischen Kultusministers Ernst Schütte (SPD) in seinem 3. Hörfunk-Programm das erste „Funkkolleg zum Verständnis der modernen Gesellschaft“. Die Sendereihe war auf drei Jahre (sechs Semester) ausgelegt und startete mit einer Vorlesungsreihe von Professoren der Frankfurter Johann Wolfgang Goethe-Universität aus den Gebieten Volkswirtschaft (Karl Häuser), Politikwissenschaft (Iring Fetscher), Rechtswissenschaft (Rudolf Wiethölter), Neuere Geschichte (Paul Kluke) und Soziologie (Walter Rüegg). Nach dieser Einführungsphase stand jedes der Fächer ein Semester lang (jeweils 20 × 45 Minuten Vorlesung, donnerstags, und Kolloquium, freitags, Wiederholungen samstags und sonntags) im Mittelpunkt einer Vorlesungsreihe.
Was zuerst nur als ein Fernstudium für hessische Lehrer (Qualifizierung für Sozialkunde) gedacht war, wurde bereits im Jahr danach für alle Berufsgruppen geöffnet. Neben der Teilnahmebescheinigung, die die „Kollegiaten“ nach einer schriftlichen Prüfung und einem zweitägigen Schlußkolloquium (in der Heimvolkshochschule Falkenstein) erhielten, konnte der jeweilige Professor ein Gutachten für das Hessische Kultusministerium gem. Erlaß vom 27. März 1963 in der Fassung des Änderungserlasses vom 15. Oktober 1966 (Amtsblatt S. 1033) abgeben. Zwei dieser Gutachten waren dem Zulassungsantrag für die Begabtenprüfung beizufügen. Die Zahl der Kollegiaten soll ca. 3.500 betragen haben.

#### Quadriga-Funkkolleg
Für das Quadriga-Funkkolleg ab 1969 waren die Bedingungen wesentlich leichter. Die während des Semesters geforderten Hausarbeiten wurden als multiple-choice-Formulare zum Markieren („mit einem weichen Bleistift“) ausgegeben. Danach gab es „Zertifikate“, die bereits damals (1969) mit Hilfe elektronischer Datenverarbeitung (vom Deutschen Institut für Fernstudien an der Universität Tübingen [DIFF]) erstellt worden waren. Die Zahl der Teilnehmer soll insbes. bei den eher als praxisorientiert geltenden Themen und den Kunst-Themen deutlich gestiegen sein (Funkkolleg „Beratung in der Erziehung“ über 50.500, „Pädagogische Psychologie“ über 40.600, aber auch „Kunst“ über 41.400, „Moderne Kunst“ über 37.200, „Literarische Moderne“ über 33.000, dagegen „Technik“ über 10.700, „Steuern“ über 10.400, „Volkswirtschaftslehre“ über 8.200). Die Anzahl der Prüfungsbewerber für die Begabtenprüfung ist nicht entsprechend gestiegen.
Das Funkkolleg gab es danach noch einige Jahre, die „Berechtigungen“ aber nicht mehr.

### Telekolleg
Das Telekolleg ist seit 1967 ein Angebot der Erwachsenenbildung, das zunächst nur in Bayern, später dann in mehreren deutschen Ländern den Erwerb der Mittleren Reife oder der Fachhochschulreife berufsbegleitend ermöglicht. Mit dem heutigen multimedialen Angebot kann man in Bayern, Rheinland-Pfalz und Brandenburg innerhalb von 16 oder 20 Monaten die Fachhochschulreife und in Bayern außerdem innerhalb von sechs Monaten die Mittlere Reife erlangen.

### Volkshochschulen und volkshochschulnahe Einrichtungen
Zahlreiche hessische Volkshochschulen (VHS) haben nicht nur Begleitzirkel zu dem jeweiligen Funkkolleg angeboten, sondern auch darüber hinaus Lehrgänge organisiert, die denen des Seminars für Politik nahe kamen (Technik der geistigen Arbeit, Geschichte, deutsche Literatur, Fremdsprache). Insgesamt sollen im damaligen Bundesgebiet in den ersten 1970er Jahren 100 VHS Lehrgänge angeboten haben, die auf schulische Abschlüsse vorbereiteten. Mehr als die Hälfte dieser VHS waren in Gemeinden mit weniger als 50 000 Einwohnern tätig.

#### Seminar für Politik (Frankfurt am Main)
Das Seminar für Politik e. V. (SfP) entstand im Rahmen der Volkshochschule Frankfurt am Main (VHS), wurde aber von 1960 bis zu seiner Wiederintegration in die VHS Frankfurt am Main selbstständig geführt und 1986 schließlich aufgelöst. Ab 1968 betrieb es eine Abendschule für Berufstätige (diese beruhte ohne gesetzliche Grundlage auf privater Basis), die zeitweise 400 Schüler (1971) zählte (1972 meldeten sich ca. 800 Teilnehmer an); diese sollten eine fundierte Allgemeinbildung (Geschichte als didaktisches Zentrum, mit einem vom eigenen Autorenteam erstellten erwachsenengerechten Geschichtsbuch) erhalten, mindestens eine Fremdsprache und ein durch Zertifikate wissenschaftlich anerkanntes Fachwissen erlernen. Damit sollten sie auf die Begabtenprüfung vorbereitet werden. In zwei Jahren sollten die Teilnehmer in zwei Proseminaren zu den beiden erforderlichen Gutachten für die Begabtenprüfung kommen.

#### VHS von Stadt und Kreis Hanau
Ähnlich den Frankfurter Bemühungen waren auch bei der Volkshochschule der Stadt Hanau Lehrgänge von sechs Semestern Dauer eingerichtet (an drei Abenden oder Vormittagen der Woche).

## Ausblick auf vergleichbare Prüfungen
Mit dem Ende des 20. und dem Anfang des 21. Jahrhunderts hat der Dritte Bildungsweg durch die Gleichstellung der schulischen und beruflichen Bildung seine Bedeutung weitgehend verloren. Die Bezeichnung ist danach auch aus dem Sprachschatz fast verschwunden. Die Hochschulzugangsberechtigung ist insbesondere gegen Ende des ersten Jahrzehnts des 21. Jahrhunderts entsprechend der KMK-Vereinbarung völlig neu geregelt worden.
So ist z. B. nach der Regelung in Hessen – ähnlich der anderer Länder in der Bundesrepublik Deutschland – nach dem Hessischen Hochschulgesetz in Verbindung mit der „Verordnung über den Zugang beruflich Qualifizierter zu den Hochschulen im Lande Hessen“ folgendem Personenkreis die Möglichkeit, ein berufsqualifizierendes Hochschulstudium zu absolvieren, eröffnet (Bei festgestellter hervorragender wissenschaftlicher oder künstlerischer Begabung kann auf eine Hochschulzugangsberechtigung für den betreffenden Studiengang verzichtet werden, sofern er mit einer Hochschulprüfung abschließt – § 54 Abs. 4 Satz 3 Hessisches Hochschulgesetz):
- Der Nachweis der Meisterprüfung sowie eines vergleichbaren Abschlusses der beruflichen Aufstiegsfortbildung berechtigt in Hessen zum Studium aller Fachrichtungen an allen Hochschulen (§ 54 Abs. 2 Hessisches Hochschulgesetz).

Folgende Personen haben einen mit der Meisterprüfung vergleichbaren Abschluss der beruflichen Aufstiegsfortbildung (§ 1 Abs. 1 Satz 1 der Verordnung über den Zugang beruflich Qualifizierter zu den Hochschulen im Lande Hessen). Auch dieser Personenkreis besitzt somit eine allgemeine Hochschulzugangsberechtigung:
- Personen mit Fortbildungsabschlüssen, für die Prüfungsregelungen nach den §§ 53 und 54 des Berufsbildungsgesetzes vom 23. März 2005 (BGBl. I S. 931), zuletzt geändert durch Gesetz vom 5. Februar 2009 (BGBl. I S. 160, 462), oder nach den §§ 42 und 42a der Handwerksordnung in der Fassung vom 24. September 1998 (BGBl. I S. 3075, 2006 I S. 2095), zuletzt geändert durch Gesetz vom 17. Juli 2009 (BGBl. I S. 2091), bestehen, sofern die Lehrgänge mindestens 400 Stunden umfassen;
- Personen mit staatlichen Befähigungszeugnissen für den nautischen oder technischen Schiffsdienst nach § 4 Nr. 1 des Seemannsgesetzes vom 26. Juli 1957 in der im Bundesgesetzblatt Teil III, Gliederungsnummer 9513-1, veröffentlichten bereinigten Fassung, zuletzt geändert durch Verordnung vom 31. Oktober 2006 (BGBl. I S. 2407);
- Personen mit Abschlüssen an Fachschulen entsprechend der Rahmenvereinbarung über Fachschulen (Beschluss der Kultusministerkonferenz vom 7. November 2002 in der Fassung vom 9. Oktober 2009) in der jeweils geltenden Fassung;
- Personen mit Abschlüssen vergleichbarer landesrechtlicher Fort- und Weiterbildungsregelungen für Berufe im Gesundheitswesen und im Bereich sozialpflegerischer oder sozialpädagogischer Berufe;
- Personen mit Abschlüssen vergleichbarer bundesrechtlicher Fort- und Weiterbildungsregelungen wie beispielsweise  Steuerberater und Wirtschaftsprüfer.